# Vjeko Vrčić
Fra Vjeko Vrčić (Imotski, 28. veljače 1914. - Imotski, 9. srpnja 2014.), hrvatski svećenik, franjevac.

## Životopis
Franjevačku gimnaziju završio je u Sinju, a teologiju u Makarskoj. Zaređen je za svećenika u Splitu 1938. godine. Kroz 77 godina svećeničkog staža službovao je u brojim župama imotskoga, vrgoračkoga i metkovskoga kraja: u Sinju kao prefekt sjemeništa (1938. – 1939.) i profesor na gimnaziji (1939. – 1945.), u Metkoviću kao župnik i dekan (1945. – 1958.), u Runovićima kao župnik (1958. – 1959.), u Igranama / Drašnicama kao župnik (1959. – 1961.), u Imotskom kao gvardijan, župnik i dekan (1961. – 1967.), te u Vrgorcu kao župnik i dekan (1967. – 1982.), a nakon toga do smrti kao ispovjednik u Imotskom. Utemeljio je Franjevački muzej u Imotskom.
Surađivao je u raznim glasnicima i listovima, a posebno je objavio sljedeća djela:
- "Odjeci" 250. godišnjeg rada župe Imotski (1967.)
- "Biokovski župnik" (1969.)
- "Svećenici i redovnici Imotske krajine" (1970.)
- "Vrgorac Župa Blažene Gospe od Naviještenja" (napisano 1971., priređeno 1995.)
- "Vrgorac – Vrgorska krajina" (1972.)
- "Neretvanske župe" (1974.)
- "Naš magistar" (1977.)
- "Župe imotske krajine" (I. dio – 1978.; II. dio 1980.)
- "Tvrdac" – roman iz seoskog života (1982.)
- "Govori župnik" (1982.)
- "Posljednji bijeg" – roman (1984, 3. izdanje 2007.)
- "Plamen iz kamena" (romansirani život nadbiskupa Milinovića – 1985.)
- "Franjevačka baština u imotskom" (1988.)
- "Plemena imotske krajine" (1. izdanje – 1990., II. izdanje 1996., III. izdanje 2010.)
- "Biskup fra Paškal Vujčić" (1992.)
- "Labuđi pijev" (zbirka pjesama – 1997.)
- "Majkama srcem i dušom" (2000.)
- "Kroz Kosovo i Metohiju" (2003.)

Odlikovan je brojnim nagradama među kojima su Red Danice hrvatske s likom Marka Marulića za doprinos u kulturi, kojom ga je odlikovao Franjo Tuđman, nagrada za životno djelo Splitsko-dalmatinske županije 2000. godine. Dobitnik je Povelje Grada Imotskoga za 2011. godinu, a proglašen je počasnim građaninom Vrgorca, Metkovića i Imotskoga. Preminuo je 9. srpnja 2014. u franjevačkom samostanu u Imotskom u 101. godini života.

## Vanjske poveznice
- Članak o fra Vjeki Vrčiću iz Slobodne Dalmacije